# Glidemaster
Glidemaster, född 9 mars 2003 på Brittany Farms i Versailles i Kentucky, är en amerikansk varmblodig travhäst. Han tränades av Blair Burgess och kördes oftast av John Campbell.
Glidemaster tävlade åren 2005–2006. Han sprang in 2 miljoner amerikanska dollar på 20 starter varav 15 segrar, 8 andraplatser och 7 tredjeplatser. Han var aldrig sämre än trea i något lopp. Bland hans främsta meriter räknas segrarna i Hambletonian Stakes (2006), Yonkers Trot (2006), Kentucky Futurity (2006) och en andraplats i Breeders Crown 3YO Colt & Gelding Trot (2006). Han utsågs till American Harness Horse of the Year i USA 2006. Han köptes av sin kanadensiska ägare på Tattersalls Select Yearling Sale 2004 för 10 000 amerikanska dollar.
Med trippeln i de tre stora treåringsloppen Hambletonian Stakes, Yonkers Trot och Kentucky Futurity tog han en Triple Crown inom amerikansk travsport säsongen 2006. Han blev den åttonde travaren genom historien att lyckas med denna bedrift. Totalt har nio travare lyckats med trippeln.
Efter karriären har han varit verksam som avelshingst vid Walnridge Farm i Pennsylvania. Hans vinstrikaste avkomma är stoet Maven (2009), som tränades av Jimmy Takter och under en tid även tävlade i Sverige.